# Jumblatt
La família Jumblatt o Jumblat (francès Joumblatt, també apareix com Djoumblatt, Jomblatt, i altres variants, derivades de djanbulat, que en kurd vol dir "ànima d'acer", àrab جنبلاط), fou una dinastia senyorial d'origen kurd establerta a Síria en temps dels aiubites.
Apareixen a la història a la regió de Killis al segle xvi amb Jumblatt ibn Kasim al-Kurdi, sanjakbey de Killis, que va participar en la conquesta otomana de Xipre. El seu fill Jumblatt Husayn va ajudar al wali d'Alep a sufocar una revolta a Damasc, però després el va enderrocar; fou executat a Van per negar-se a lluitar contra Pèrsia (1604). El seu possible fill Jumblatt Ali es va revoltar a Síria de la que es va apoderar i es va unir a l'emir Fakhr al-Din de Mont Líban contra Yusuf al-Sayfa, governador de Trípoli al que va derrotar a Hamat; després es va apoderar del territori de Yusuf (Trípoli) i va establir un emirat independent entre Adana i Hamat, que va deixar de pagar impostos a la Porta, però finalment fou derrotat a Orudj el 1607; encara que perdonat va rebre algunes destinacions menors i fou executat el 1611 pels geníssers. Els membres de la família van conservar el poder a Killis i van restar fidels a l'Imperi.
Jumblatt ibn Said va emigrar al Líban i es va establir al Xuf i va morir el 1640. El seu fill Jumblat Rabah el va succeir i després els seus fills Faris, Xaraf al-Din i Ali (mort el 1712). Aquest darrer va esdevenir client del cap drus Kablan al-Kadir al-Tanukhi i es va casar amb la seva filla. Va participar en la batalla d'Ayn Dara el 1711. El seu gendre Ali va construir el castell de Mukhtara i va morir el 1788. El seu possible net Baixir Jumblatt va ajudar Baixir II Xihab a pujar al poder el 1788 però revoltat finalment fou derrotat en la batalla de Mukhtara i executat (1825). El 1840 els otomans van optar pels Arslan pel caicamanat del Xuf en lloc dels Jumblatt. Said Jumblatt, apartat doncs del poder, va participar enls fets del 1860 i fou condemnat a mort però va morir a presó el 1861. El seu fill Nasib el va succeir i va seguir buscant el poder al Xuf contra els Arslan als que a finals del segle va poder eliminar.
La seva influència al Xuf va continuar amb Fuad Jumblatt, assassinat el 6 d'agost de 1921. El va succeir el seu fill Kamal Jumblatt que fou assassinat el 1977 suposadament a mans d'agents sirians. Walid Jumblatt cap del Partit Socialista Progressista del Líban (fundat pel seu pare Kamal) fou una figura destacada a la guerra civil on es va alinear amb l'esquerra. Després va estar en el grup de partits democràtics contraris als moviments islamistes; després de l'assassinat del primer ministre Rafik Hariri, va enviar els seus fills a Europa. El fill Taymur Jumblatt està designat com a successor.

## Bandera
La bandera de la família és vermella amb vora verda. Al centre una mà i una espasa verda. Actualment la bandera del Partit Socialista Progressista (vermella amb cercle blanc al centre dins del qual una bola del món blava i l'emblema del partit dins un triangle blanc (una ploma i un pic creuats) és la que utilitzen els Jumblatt.